# Bill Medley 100%
Bill Medley 100% es el álbum debut del cantante Bill Medley, lanzado en 1968 con el sello de MGM Records.

## Canciones
- Brown Eyed Woman
- Let The Good Times Roll
- You Don't Have To Say You Love Me
- Run To My Loving Arms
- You're Nobody Till Somebody Loves You
- The Impossible Dream
- I Can't Make It Alone
- That's Life
- One Day Girl
- Show Me
- Goin' Out Of My Head
- Who Can I Turn To

- Datos: Q6396447